# Geografia das Bahamas

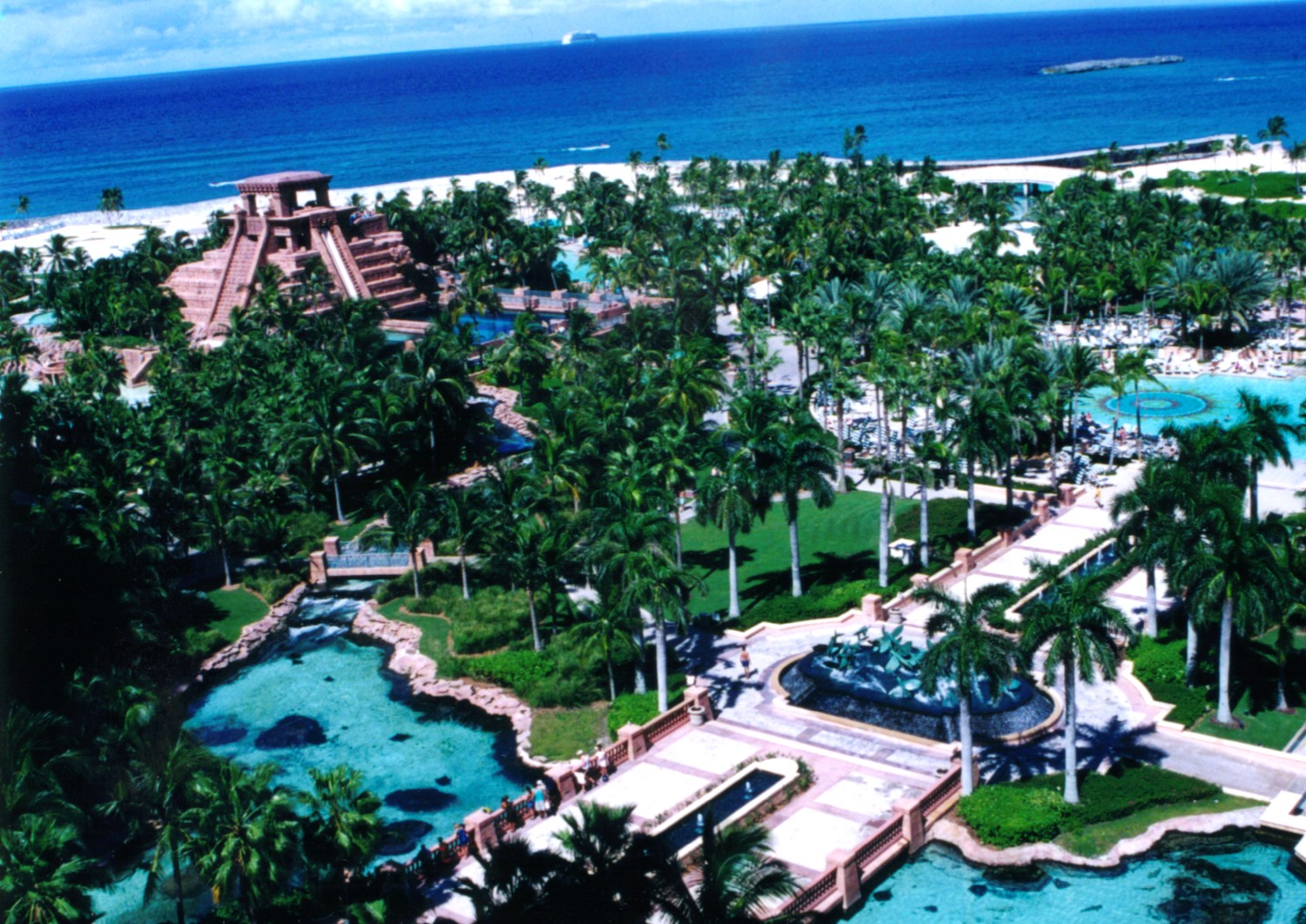
Vista de uma ilha das Bahamas

A maior ilha das Bahamas é a ilha de Andros, no ocidente do arquipélago. A ilha de New Providence, a leste de Andros, é onde se localiza a capital, Nassau, e onde mora cerca de dois terços de toda a população do país. Outras ilhas importantes são a Grande Bahama no norte e Inagua a sul.
A maior parte das ilhas — formações de coral — são relativamente planas, com algumas colinas baixas e arredondadas, a mais alta das quais é o monte Alvernia, na ilha Cat, com 63 m de altitude. O clima do local é tropical, moderado pelas águas quentes da corrente do Golfo, com furacões e tempestades tropicais frequentes entre Maio e Outubro.

## Localização
Localização - Caraíbas, cadeia de ilhas no oceano Atlântico norte a sudeste da Flórida (Estados Unidos)
Coordenadas geográficas - 24º 15' N, 76º 00' O
Referências cartográficas - América Central e Caraíbas
localização estratégica próxima dos Estados Unidos e de Cuba; uma longa cadeia de ilhas

## Fronteiras
Área
- total - 1 E10 m²|13 940 km²
- terra - 10 070 km²
- água - 3 870 km²

Fronteiras terrestres - 0 km
Costa - 3 542 km

## Hidrografia
Reivindicações marítimas

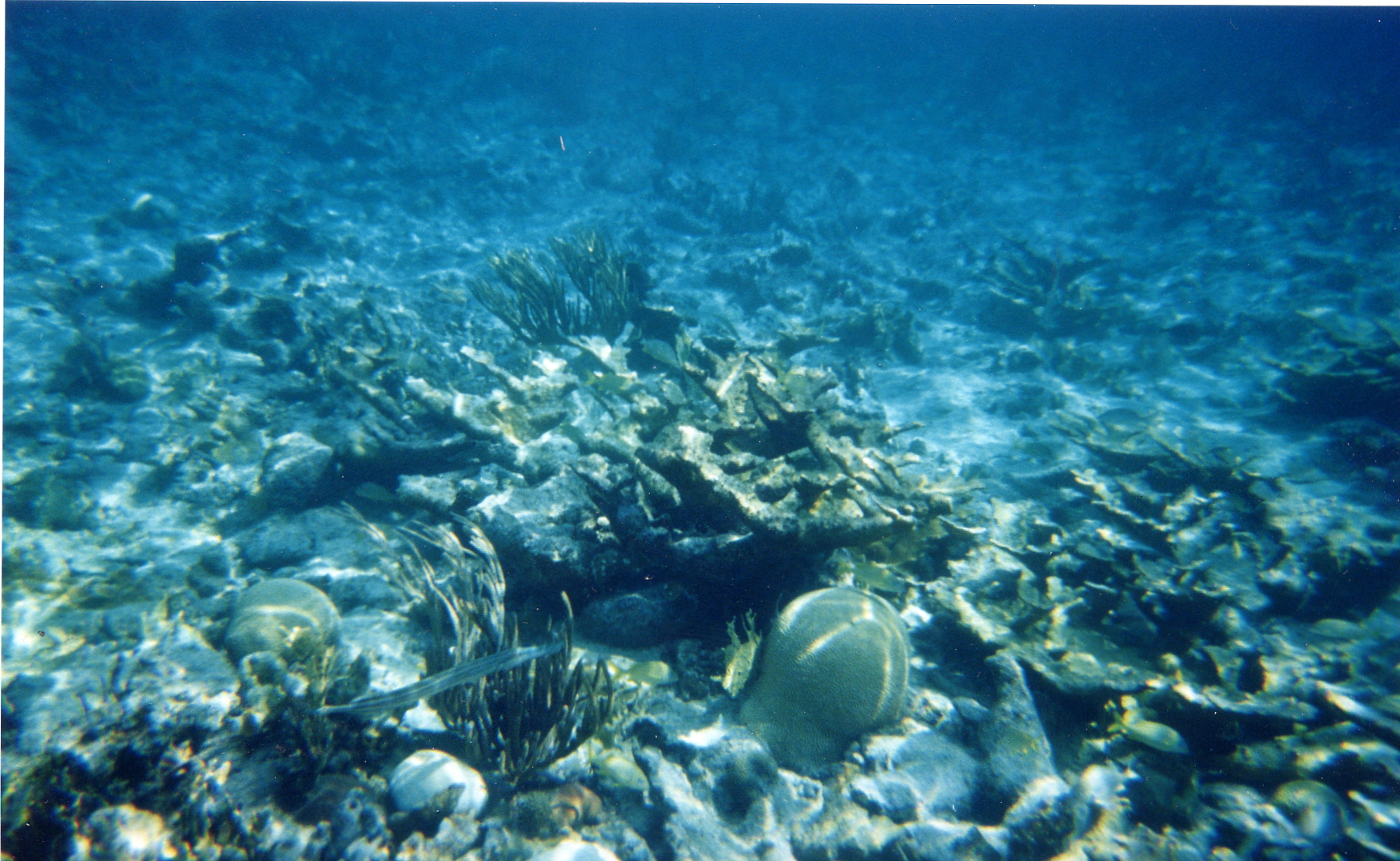
Mergulho nas Bahamas

- plataforma continental - até à profundidade de 200, ou até à profundidade de exploração
- zona económica exclusiva - 200 milhas náuticas
- mar territorial - 12 milhas náuticas

## Clima
Clima - marítimo tropical; moderado pelas águas quentes da corrente do Golfo

## Topografia
Terreno - formações de coral longas e planas, com algumas colinas baixas e arredondadas
Extremos de elevação
- ponto mais baixo: oceano Atlântico - 0 m
- ponto mais elevado: monte Alvernia, na ilha Cat - 63 m

## Meio ambiente
Perigos naturais - furacões e outras tempestades tropicais causam grandes inundações e danos provocados pelo vento
Ambiente - problemas actuais - degenerescência do recife de coral; acomodação dos resíduos sólidos
Ambiente - acordos internacionais
- é parte de
  - Biodiversidade
  - Mudanças Climáticas
  - Mudanças Climáticas - Protocolo de Kyoto
  - Espécies Ameaçadas
  - Resíduos Perigosos
  - Lei do Mar
  - Banimento de Testes Nucleares
  - Protecção da Camada de Ozono
  - Poluição Provocada por Navios
  - Zonas Húmidas
- assinou mas não ratificou
  - nenhum dos acordos seleccionados

## Outros dados
Uso da terra
- terra arável - 1%
- cultivo permanente - 0%
- pastagens permanentes - 0%
- florestas - 32%
- outros - 67% (estimativas de 1993)